# Tenabo (gemeente)
Tenabo is een gemeente in de Mexicaanse deelstaat Campeche. De hoofdplaats van Tenabo is Tenabo. Tenabo heeft een oppervlakte van 882 km² en 9.050 inwoners (census 2005).
Calakmul · Calkiní · Campeche · Candelaria · Carmen · Champotón · Dzitbalché · Escárcega · Hecelchakán · Hopelchén · Palizada · Seybaplaya · Tenabo